# Palaeotis
Palaeotis je izumrli prapovijesni rod ptica neletačica iz reda nojevki. Živio je u razdoblju srednjeg eocena u središnjoj Europi. Poznata mu je samo jedna vrsta, Palaeotis weigelti. 
Holotipski primjerak je fosil tarzometatarzusa i članaka prstiju. Lambrect (1918.) opisao ga je kao izumrlu droplju (droplja), i dao mu je dosljedno ime (Palaeotis znači drevna droplja). Nakon prijedloga Storrs L. Olsona, pregled tipskog primjerka i preporuka nekoliko drugih fosila Houdea i Haubolda (1987.) davali su na znanje da je Palaeotis pripadnik nadreda Paleognathae, te mu je namijenjen isti red kao i nojevima, nojevke.
U 1930-ima gotovo cijeli fosil s kataloškim brojem GM 4362 bio je pripisan Palaeotisu, vjerojatno prema Lambrechtu. Houde i Hambold našli su još tri primjerka u zbirci muzeja Geiseltalmuseum u Njemačkoj.
Drugi znanstvenici su manje uvjereni da ovaj rod pripada redu nojevki, stavljajući ga u bazalne neletačice. Moguće je da je povezan s tajanstvenim Remiornisom, nojevkom poznatom iz eocena u Francuskoj.